# Jelovec (Konjščina)
 Jelovec  falu Horvátországban Krapina-Zagorje megyében. Közigazgatásilag Konjščinához tartozik.

## Fekvése
Krapinától 27 km-re délkeletre, községközpontjától 1 km-re északkeletre a megye keleti részén, a Horvát Zagorje területén a Korpona jobb partján fekszik.

## Története
A településnek 1857-ben 158, 1910-ben 297 lakosa volt. Trianonig Varasd vármegye Zlatari járásához tartozott. 2001-ben 174 lakosa volt.

## Külső hivatkozások
- Konjščina község hivatalos oldala